# März 2019
Portal Geschichte | Portal Biografien | Aktuelle Ereignisse | Jahreskalender | Tagesartikel

◄ |
20. Jahrhundert |
21. Jahrhundert

◄ |
1980er |
1990er |
2000er |
2010er
| 2020er | 2030er | 2040er

◄ |
2015 |
2016 |
2017 |
2018 |
2019
| 2020 | 2021 | 2022 | 2023 | ►

◄ |
Dezember 2018 |
Januar 2019 |
Februar 2019 |
März 2019 |
April 2019 |
Mai 2019 |
Juni 2019 |
►
Dieser Artikel behandelt tagesbezogene Nachrichten und Ereignisse im März 2019.

## Tagesgeschehen

### Freitag, 1. März 2019
- Laschkar Gah/Afghanistan: Bei einem Angriff von rund 20 radikalislamischen Taliban auf das Hauptquartier des 215. Armeekorps der afghanischen Nationalarmee (ANA) im Camp Shorabak (früher Camp Bastion) in der Provinz Helmand kommen mindestens 25 Soldaten und neun Taliban-Kämpfer, darunter drei Selbstmordattentäter ums Leben. Das Hauptquartier dient auch der von den US-Streitkräften geführte Task Force Southwest im Rahmen der Operation Resolute Support (RSM).[1][2]

### Samstag, 2. März 2019

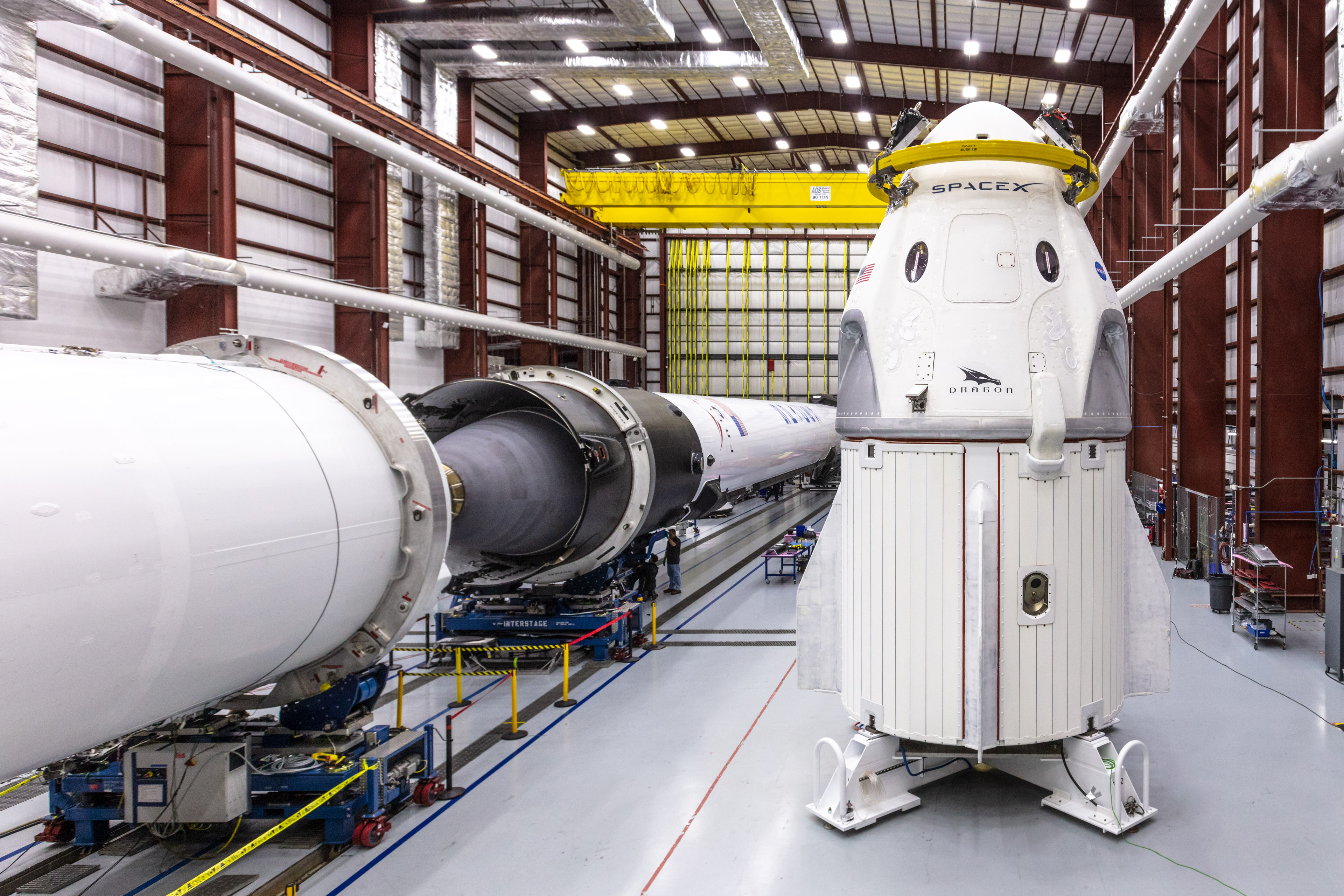
Das US-amerikanische Raumschiff Dragon V2 vor dem SpX-DM1-Flug

- Calgary/Kanada: Beginn der Eisschnelllauf-Mehrkampfweltmeisterschaft (bis 3. 3.)
- Kennedy Space Center/Vereinigte Staaten: Start einer Falcon-9-Trägerrakete mit der SpaceX Demomission 1 (SpX-DM1), der ersten orbitalen Mission des wiederverwendbaren US-amerikanischen Raumschiffs Dragon V2.

### Sonntag, 3. März 2019
- Glasgow/Vereinigtes Königreich: In der Emirates Arena endet die dreitägige Leichtathletik-Halleneuropameisterschaften.
- Montgomery/Vereinigte Staaten: Durch Tornados kommen in Lee County (Alabama) 23 Menschen ums Leben.[3]
- Pruszków/Polen: In der BGŻ BNP Paribas Arena gehen die 109. Bahn-Radweltmeisterschaften zu Ende.
- Tallinn/Estland: Bei der Parlamentswahl in Estland ist die oppositionelle liberale Reformpartei (RE) unter Kaja Kallas mit 28,9 Prozent der abgegebenen Stimmen erneut stärkste Kraft geworden.
- Vilnius/Litauen: Kommunalwahlen in Litauen 2019

### Dienstag, 5. März 2019
- Bern/Schweiz: Die Schweizerische Nationalbank hat die 1000-Franken-Banknote der 9. Serie der Schweizer Banknoten vorgestellt.
- Brüssel/Belgien: Die Europäische Kommission hat für ein Verstoß gegen die EU-Kartellvorschriften Geldbußen in Höhe von insgesamt 368.277.000 Euro gegen das schwedische Unternehmen für automobile Sicherheitssysteme, Autoliv, und das von der deutschen ZF Friedrichshafen aufgekauften US-Unternehmen ZF TRW verhängt. Dem japanischen Unternehmen Takata wurde die Geldbuße erlassen, weil das Unternehmen als Kronzeuge die Kommission von dem Kartellen in Kenntnis gesetzt hatte. Betroffene Produktmärkte waren die Märkte für Sicherheitsgurte, Luftkissen (Airbags) und Steuerräder zur Belieferung der Automobilhersteller BMW und Volkswagen.[4]
- Los Angeles/Vereinigte Staaten: Dem japanischen Architekten Arata Isozaki wird der diesjährige Pritzker-Preis zuerkannt.[5]
- München/Deutschland: Bundestrainer Joachim Löw gibt bekannt, dass Mats Hummels, Thomas Müller und Jérôme Boateng nicht mehr dem Kader der  Fußballnationalmannschaft angehören werden.[6]
- Palikir/Mikronesien: Kongresswahlen der Föderierten Staaten von Mikronesien, bei denen zehn Vertreter der Wahlkreise und vier Senatoren gewählt werden.
- Stockholm/Schweden: Die Nobelstiftung bestätigt offiziell, dass im Herbst 2019 zwei Literaturnobelpreise verliehen werden, davon einer nachträglich für das Jahr 2018. Dessen Vergabe war wegen einer internen Krise der vergebenden Schwedischen Akademie ausgefallen.[7]

### Donnerstag, 7. März 2019
- Alexandria/Vereinigte Staaten: Der Politikberater Paul Manafort wird von einem US-Bundesbezirksgericht (United States District Court) wegen Steuerhinterziehung und Bankbetrug zu 47 Monaten Haft verurteilt. Eine Entscheidung zu einer weiteren Anklage vor dem US-Bezirksgericht in Washington wegen Behinderung der Justiz, Lobbyaktivitäten für frühere, ukrainische Politiker und Verschwörung gegen die Vereinigten Staaten wird noch erwartet.[8]
- Helsinki/Finnland, Tallinn/Estland: Die chinesische Beteiligungsgesellschaft Touchstone Capital Partners und die Tunnelbaugesellschaft FinEst Bay Area Development, unter der Leitung von Peter Vesterbacka, ist bereit im Rahmen der Belt-and-Road-Infrastrukturinitiative (Neue Seidenstraße) rund 15 Milliarden Euro in das Bauprojekt eines Tunnels unter dem Finnischen Meerbusen zwischen Tallinn und Helsinki als Teil der Rail Baltica zu investieren. In der zukünftig geplanten gemeinsamen Metropolregion mit dem Namen Talsinki soll die wirtschaftliche Entwicklung unterstützt werden. Derzeit finden noch geologische Vorplanungen statt.[9]
- Limburg an der Lahn/Deutschland: Die Jugendstrafkammer des Landgerichts verurteilt vier Beschuldigte unter anderem wegen des Betreibens der kinderpornographischen Website Elysium zu mehrjährigen Haftstrafen.[10]
- Lyon/Frankreich: Wegen Vertuschung sexueller Missbrauchsvorwürfe ist der Erzbischof von Lyon, Philippe Barbarin,  vom Strafgerichtshof (tribunal correctionnel) in Lyon zu einer Bewährungsstrafe verurteilt worden.
- Östersund/Schweden: Eröffnung der 50. Biathlon-Weltmeisterschaften, die bis zum 17. März stattfinden.

### Freitag, 8. März 2019
- Berlin/Deutschland: Im Bundesland Berlin wird erstmals der Frauentag als arbeitsfreier gesetzlicher Feiertag begangen.
- Helsinki/Finnland: Der finnische Ministerpräsident Juha Sipilä (Zentrum) hat vor der anstehenden Parlamentswahl seinen Rücktritt erklärt. Hintergrund sei eine gescheiterte Reform des Sozial- und Pflegesystems.[11]
- Sofia/Bulgarien: Beginn der Shorttrack-Weltmeisterschaften (bis 10. 3.)

### Samstag, 9. März 2019
- Berlin/Deutschland: Das Auswärtige Amt verschärft die Reise- und Sicherheitshinweise für die Türkei vor dem Hintergrund weiter zunehmender Einschränkung der Meinungs- und Pressefreiheit in der Türkei, erneut.[12][13]
- Berlin/Deutschland: Die Fraktionsvorsitzende der Linksfraktion, Sahra Wagenknecht, hat den Rückzug von der Spitze der von ihr im September 2018 mitgegründeten politischen Sammlungsbewegung Aufstehen bekannt gegeben.
- Chemnitz/Deutschland: Beim Heimspiel des Fußball-Regionalligisten Chemnitzer FC gegen die VSG Altglienicke kommt es zu einer Traueraktion anlässlich eines kurz zuvor verstorbenen, in der rechten Szene aktiven Hooligans. In der Folge kommt es zu mehreren Rücktritten und Entlassungen im Verein, der selbst eine Strafanzeige stellt.
- Villavicencio/Kolumbien: Beim Absturz eines Flugzeugs vom Typ Douglas DC-3 kommen alle 14 Insassen ums Leben.[14]

### Sonntag, 10. März 2019
- Bissau/Guinea-Bissau: Parlamentswahlen
- Bishoftu/Äthiopien: Beim Absturz eines Flugzeugs der Ethiopian Airlines vom Typ Boeing 737 Max 8 kommen alle 149 Passagiere und acht Besatzungsmitglieder an Bord ums Leben.
- Mainz/Deutschland: Christian Ehring, Dota, BlöZinger, Lara Stoll und Willi Resetarits werden mit dem Deutschen Kleinkunstpreis ausgezeichnet.
- Pjöngjang/Nordkorea: Parlamentswahl
- Ramallah/Palästina: Nach dem Rücktritt der palästinensischen Regierung unter Rami Hamdallah ernennt Präsident Mahmud Abbas seinen langjährigen Verbündeten Mohammed Schtajjeh zum neuen Premierminister des Staates Palästina und der Palästinensischen Autonomiegebiete.[15]
- Salzburg/Österreich: Gemeindevertretungs- und Bürgermeisterwahlen in Salzburg
- Whistler/Kanada: Letzter Tag der kombinierten Bob- und Skeleton-Weltmeisterschaft

### Montag, 11. März 2019
- Algier/Algerien: Amtsinhaber Abd al-Aziz Bouteflika zieht seine Kandidatur bei der für den 18. April geplanten Präsidentschaftswahl zurück und gibt zugleich deren Verschiebung bekannt. Zugleich ersetzt er Premierminister Ahmed Ouyahia durch den bisherigen Innenminister Noureddine Bedoui und stellt ihm auf dem neugeschaffenen Posten des Vizepremiers Ramatane Lamamra, bisher diplomatischer Berater Bouteflikas, zur Seite.
- Brüssel/Belgien: Der Attentäter Mehdi Nemmouche, der am 24. Mai 2014 im Jüdischen Museum der Stadt vier Menschen tötete, wird zu lebenslanger Haft verurteilt, sein Komplize Nacer Bendrer zu 15 Jahren Gefängnis.[16]
- Nairobi/Kenia: Vom 11. bis 15. März findet die 4. UN-Umweltkonferenz statt.[17]

### Dienstag, 12. März 2019
- Biskaya: Rund 330 Kilometer vor der französischen Küste sinkt das Frachtschiff Grande America nach einem Brand. An Bord waren unter anderem rund 2000 Fahrzeuge, 45 Container mit Gefahrgut sowie 2200 Tonnen Schweröl in den Tanks. In der Folge breitet sich ein kilometerlanger Ölteppich aus.[18]
- Nachdem seit dem Absturz einer Boeing 737 MAX 8 in Äthiopien zahlreiche Fluggesellschaften weltweit den Betrieb mit der Boeing 737 MAX 8 freiwillig oder auf Anweisung nationaler Flugsicherheitsbehörden wegen Sicherheitsbedenken ausgesetzt haben, erklärt die Europäische Agentur für Flugsicherheit die Sperrung des gesamten Luftraums der EU für Flugzeuge der Typen Boeing 737 MAX[19]

### Mittwoch, 13. März 2019
- Berlin/Deutschland: Der Bundesverband Deutscher Zeitungsverleger zeichnet die Eltern der ermordeten Maria Ladenburger mit dem Bürgerpreis der deutschen Zeitungen aus.
- Nach einer Welle von internationalen Betriebsverboten wegen Sicherheitsbedenken wurde der Betrieb der Boeing 737 MAX 8 und MAX 9 weltweit eingestellt.

### Donnerstag, 14. März 2019
- Kosmodrom Baikonur/Kasachstan: Start des russischen Raumschiffs Sojus MS-12 mit den Raumfahrern Alexei Owtschinin, Tyler Hague und Christina Koch. Koch ist für den bislang längsten Weltraumaufenthalt einer Frau vorgesehen.
- Tesla stellt das Model Y auf Basis des Model 3 vor.[20]
- Washington, D.C., Vereinigte Staaten: Laut Aussage des Vorsitzenden der US-Bundesluftfahrtbehörde, Dan Elwell, geht von Flugzeugen der Typen Boeing 737 MAX 8 und MAX 9 eine „Gefahr mit Bezug zur Sicherheit bei der kommerziellen Luftfahrt“ aus, sie werden daher voraussichtlich monatelang am Boden bleiben.[21]

### Freitag, 15. März 2019
- International: Die Bewegung Fridays for Future (FFF) ruft zum Global Climate Strike For Future auf, einem weltweiten Schülerstreik zur Rettung des Planeten. Teilnehmer werden besonders in Australien, Belgien, Deutschland, Frankreich, Großbritannien, den Niederlanden, Österreich, der Schweiz und in den Vereinigten Staaten erwartet.[22] Für den 27. September 2019 ist zudem ein weltweiter Generalstreik (Earth Strike) geplant.[23]
- Berlin/Deutschland: Der Bundesrat stimmt dem Digitalpakt und der dafür nötigen Änderung des Grundgesetzes zu.[24]
- Christchurch/Neuseeland: Bei einem Anschlag auf zwei Moscheen kommen 51 Menschen ums Leben.[25][26]

### Samstag, 16. März 2019
- Bratislava/Slowakei: Präsidentschaftswahl (erster Wahlgang).
- Berlin/Deutschland: Auf dem Deutschlandtag der Jungen Union wird der niedersächsische Jurist Tilman Kuban zum neuen Bundesvorsitzenden der Jugendorganisation der Unionsparteien gewählt.[27]

### Sonntag, 17. März 2019
- Manila/Philippinen: Die Philippinen sind offiziell kein Mitglied des Internationalen Strafgerichtshofs (IStGH) mehr.[28]
- Melbourne/Australien: Mit dem Großen Preis von Australien beginnt die 70. Saison der Formel-1-Weltmeisterschaft

### Montag, 18. März 2019
- Dresden/Deutschland: In den Räumlichkeiten des Oberlandesgericht beginnt der Prozess zur Tötung von Daniel H. am 25. August 2018 in Chemnitz.[29]
- Utrecht/Niederlande: Bei einem Anschlag in einer Straßenbahn in der niederländischen Großstadt Utrecht sind mindestens drei Menschen ums Leben gekommen, fünf weitere wurden verletzt. Mark Rutte, der niederländische Ministerpräsident, schloss ein terroristisches Motiv nicht aus.[30]
- Berlin/Deutschland: Der deutsche Journalist Billy Six ist nach 119 Tagen im venezolanischen Gefängnis wieder in Berlin gelandet.

### Dienstag, 19. März 2019
- Graz/Österreich: Zum Auftakt der diesjährigen Diagonale wird Birgit Minichmayr mit dem Großen Schauspielpreis ausgezeichnet. Das Festival endet am 24. März.[31]
- Oslo/Norwegen: Die Norwegische Akademie der Wissenschaften gibt die Verleihung des Abelpreises an die US-amerikanische Mathematikerin Karen Uhlenbeck bekannt. Die Übergabe ist für den 21. Mai vorgesehen.[32]

### Mittwoch, 20. März 2019
- Den Haag/Niederlande: Bei den Provinzwahlen wird das Forum voor Democratie stärkste Kraft.
- Luxemburg/Luxemburg: Andreas Kumin tritt die Nachfolge von Maria Berger als österreichischer Richter am Europäischen Gerichtshof an.[33]
- Nur-Sultan/Kasachstan: Die Hauptstadt Kasachstans wird zu Ehren des langjährigen, aus dem Amt geschiedenen Präsidenten Nursultan Nasarbajew von Astana in Nur-Sultan umbenannt.[34]

### Donnerstag, 21. März 2019
- Leipzig/Deutschland: Beginn der Leipziger Buchmesse (bis 24. März)
- Rom/Italien: Der Präsident des Internationalen Volleyballverbandes, Ary Graça gibt die Vergabe der Beachvolleyball-Weltmeisterschaft 2021 an die italienische Hauptstadt bekannt. Austragungsort soll das Foro Italico sein.[35]
- San Francisco/Vereinigte Staaten: Die seit März 2001 bestehende deutschsprachige Wikipedia war für 24 Stunden offline. Damit wollen die ehrenamtlichen Wikipedia-Autoren ein Zeichen gegen die geplante Urheberrechtsreform der Europäischen Union setzen. Diese sieht unter anderem ein Leistungsschutzrecht für Presseverleger sowie die in Artikel 13 verankerten Pflichten zum Urheberrechtsschutz für Internet-Plattformen vor. Kritiker befürchten durch die Upload-Filter eine Zensur im Internet.
- Yancheng/Volksrepublik China: Durch eine Explosion nach einem Brand in der Chemiefabrik Jiangsu TianJiaYi Chemical Co., Ltd. sterben mindestens 47 Menschen, mehrere Hundert werden zum Teil schwer verletzt. In dem Werk werden Pflanzenschutzmittel und deren Vorprodukte hergestellt, hauptsächlich Phenylendiamine.[36][37]

### Freitag, 22. März 2019
- Genf/Schweiz: Im Bâtiment des Forces Motrices werden die Schweizer Filmpreise verliehen.

### Samstag, 23. März 2019
- Beira/Mosambik: Nach dem Zyklon Idai und nachfolgenden Regenfällen sind in Mosambik und Simbabwe in Ostafrika Hunderttausende vom Wirbelsturm und Überschwemmungen betroffen.[38]
- Leonding/Österreich: Der Österreichische Radsport-Verband wählt einen neuen Vorsitzenden. Nach 23 Jahren im Amt verzichtet Präsident Otto Flum auf eine erneute Kandidatur.[39]
- London/Vereinigtes Königreich: Mit einer Großdemo und Millionen Unterzeichnern einer Online-Petition demonstrieren die Bürger für ein erneutes Referendum zum Brexit und für Europa.[40]
- Sydney/Australien: Parlamentswahlen im Bundesstaat New South Wales.
- al-Baghuz Fawqani/Syrien: in der Schlacht von Baghuz wurden die letzten Bastionen der islamistische Terrormilizen an der Grenze zum Irak eingeebnet. Mit dem Hissen der Flagge durch die SDF wird der Sieg über das selbsternannte Kalifat des Islamischen Staates im Irak und der Levante (ISIL) erklärt.
- Region Mopti/Mali: Hauptsächlich in den Dörfern Ogossagou und Welington werden rund 160 Hirten der Fulani ermordet. Der Tat beschuldigt wird die Dogon-Miliz Dan Na Ambassagou.

### Sonntag, 24. März 2019
- Bangkok/Thailand: Parlamentswahl
- Oslo/Norwegen: Auf dem Holmenkollen geht der Biathlon-Weltcup 2018/19 zu Ende.
- Quebec/Kanada: Ende des Skilanglauf-Weltcups 2018/19.
- Saitama/Japan: In der Super Arena gehen die Eiskunstlauf-Weltmeisterschaften zu Ende.
- Salzburg/Österreich: In elf Gemeinden finden Bürgermeisterstichwahlen statt, unter anderem in der Stadt Salzburg.
- Zürich/Schweiz: Wahlen im Kanton Zürich 2019

### Montag, 25. März 2019
- Paris/Frankreich: Die auf der Grundlage des Deutsch-Französischen
Parlamentsabkommens gebildete und im Vertrag von Aachen 2019 endgültig beschlossene Deutsch-Französische Parlamentarische Versammlung, bestehend aus je 50 Mitgliedern beider nationaler Parlamente, kommt erstmals zusammen.[41][42]
- Washington, D.C./Vereinigte Staaten: Die Golanhöhen werden von den Vereinigten Staaten als Teil Israels formell anerkannt.[43]
- Hamburg/Deutschland: Im Grand Elysée Hotel findet achte Verleihung des Deutschen Sportjournalistenpreises statt. Neben den Preisen in 10 Kategorien wird Gerd Rubenbauer (Bayerischer Rundfunk) für sein Lebenswerk geehrt.

### Dienstag, 26. März 2019
- Straßburg/Frankreich: Das EU-Parlament beschließt die Urheberrechtsreform der Europäischen Union sowie die Abschaffung der halbjährlichen Zeitumstellung.

### Mittwoch, 27. März 2019
- Indien: Die indischen Streitkräfte testen eine Antisatellitenrakete und schießen den eigenen Satelliten Microsat-R ab.
- Straßburg/Frankreich: Der Europaabgeordnete Felix Reda tritt aus der Piratenpartei aus.

### Donnerstag, 28. März 2019
- Reykjavík/Island: Die isländische Billigfluggesellschaft WOW air stellt ihren Flugbetrieb ein.[44]
- Doha/Katar: Das nach Entwürfen von Jean Nouvel erbaute Nationalmuseum von Katar öffnet für den Publikumsverkehr.

### Freitag, 29. März 2019
- New York/Vereinigte Staaten: Im Barclays Center werden The Cure, Def Leppard, Janet Jackson, Stevie Nicks, Radiohead, Roxy Music und The Zombies offiziell in die Rock and Roll Hall of Fame aufgenommen.[45]
- Wien/Österreich: Martin McDonaghs Three Billboards Outside Ebbing, Missouri, Christian Froschs Murer – Anatomie eines Prozesses und Ruth Beckermanns Waldheims Walzer werden mit dem Papierenen Gustl als bester Film des Jahres 2018 ausgezeichnet.

### Samstag, 30. März 2019
- Berlin/Deutschland: Auf dem Gelände des ehemaligen Flughafens Tempelhof findet die Verleihung der Goldenen Kamera 2019 statt.[46]
- Bratislava/Slowakei: Präsidentschaftswahl (Stichwahl).

### Sonntag, 31. März 2019
- Ankara/Türkei: Kommunalwahl in allen 81 Provinzen der Türkei
- Kiew/Ukraine: Präsidentschaftswahl (1. Runde)
- Fulda/Deutschland: Amtseinführung von Michael Gerberdes als 18. Bischof von Fulda